# Transportmagasinet
Transportmagasinet er den danske transportbranches uafhængige avis udgivet siden 1959. Avisen udkommer 22 gange om året og henvender sig til vognmænd og speditører, fragtchefer og disponenter, havnechefer og redere samt leverandører til transportbranchen. 
Transportmagasinet henvender sig også til transportkøbere, direktører, logistikchefer og lagerchefer i de største danske erhvervsvirksomheder samt chefer i kommune og brancheorganisationer. 
Oplaget lå i 2013 iflg. Danske Specialmedier på 6.173, samt et læsertal på 25.000 læsere iflg. Gallup. 
På Transportmagasinets hjemmeside findes en daglig netavis, udbudsovervågning, brancheregister, jobmarked, markedsplads og artikel arkiv.
Transportmagasinet har siden starten i 1959 haft skiftende ejere og blev i 2002 overtaget af Aller Business, der ville opbygge en stor dansk fagbladsvirksomhed. Den 1. januar 2010 blev Transportmagasinet overtaget af Danske Fagmedier ApS.